# Flakstadøya
Flakstadøya è un'isola appartenente all'arcipelago delle Lofoten, nella contea di Nordland, in Norvegia.
L'isola, che ha una superficie di circa 110 km² e una popolazione di 1 047 abitanti (2006) fa parte del comune di Flakstad.

## Geografia
L'isola è per lo più rocciosa con aspri rilievi che culminano nei 934 m s.l.m. del monte Stjerntinden. La costa è caratterizzata da profondi fiordi che si inoltrano per diversi chilometri nell'interno.
L'isola è collegata a Moskenesøya a occidente dal Kåkern Bridge, e a Vestvågøya attraverso il tunnel sottomarino Nappstraumtunnelen.
Sulla parte nordoccidentale dell'isola si trova il centro amministrativo del comune di Falkstad, Ramberg, mentre altre località sono Fredvang, Nusfjord, Sund, Vikten e Napp. Nusfjord è un antico villaggio di pescatori tutelato e ancora ben conservato.